# Steve McKinnon
Pour les articles homonymes, voir McKinnon.
Steve McKinnon est un karatéka britannique surtout connu pour avoir remporté la médaille de bronze de l'épreuve de kumite individuel masculin moins de 60 kilos aux championnats du monde de karaté 1982 et 1986.

## Résultats
| Résultat           | Date | Épreuve                   | Catégorie | Compétition                | Ville hôte           |
| ------------------ | ---- | ------------------------- | --------- | -------------------------- | -------------------- |
| Médaille de bronze | 1982 | Kumite individuel - 60 kg | Seniors   | Championnats du monde 1982 | Taipei, à Taïwan     |
| Médaille d'argent  | 1983 | Kumite individuel - 60 kg | Seniors   | Championnats d'Europe 1983 | Madrid, en Espagne   |
| Médaille de bronze | 1986 | Kumite individuel - 60 kg | Seniors   | Championnats du monde 1986 | Sydney, en Australie |